# Weimerskirch
Weimerskirch (en luxemburguès: Weimeschkierch) és un dels 24 barris de la ciutat de Luxemburg. El 2014 tenia 2.070
habitants. Està situat al nord-est de la ciutat just al nord-oest amb Kirchberg.